# Bacalhau (filme)
Bacalhau (Bacs) é um filme brasileiro de 1976, dirigido por Adriano Stuart. É uma paródia do filme Tubarão, de Steven Spielberg, produzido no ano anterior.

## Produção
O bacalhau usado nas filmagens foi construído pelos artistas plásticos Bassano Vaccarini e Thirso Cruz. Próximo à cauda, traz a marca "Made in Ribeirão Preto".
O cartaz criado por Benício também parodia o de Tubarão, porém sexualizando o corpo da mulher retratada como vítima do peixe

## Sinopse
Numa cidade balneária no litoral de São Paulo aparece um peixe de origem desconhecida e começa a fazer vítimas. Conhecedores da fauna marítima são convocados para o local e um oceanógrafo português identifica o peixe como sendo um bacalhau da Guiné. O espécime é perseguido incessantemente até ser capturado. Servido como banquete para a população do local, o peixe ainda assim não se deixa vencer e prepara uma surpresa para os convidados famintos.

## Elenco
- Maurício do Valle.... Quico
- Hélio Souto.... Breda
- Marlene França.... Suzete
- Helena Ramos.... Ana
- Dionísio Azevedo.... Petrônio
- Mário Lúcio Teixeira....
- Adriano Stuart.... Matos
- Fábio Rocha.... Ceci
- David Neto.... Policeman
- Canarinho.... Salim
- Neusa Borges.... Carmem
- Matilde Mastrangi.... Lucélia
- Adelina Louise.... Hanelore
- Rubens Moral.... Doutor
- Rejane Lima.... Zuzu
- Mariusa Watusi.... Alzira
- Lucimar Vilar

## Recepção
Leonardo Campos em sua crítica para o Plano Crítico escreveu: "Os caminhos para a análise fílmica se bifurcam em várias direções. Se observado pelo ponto puramente estético, Bacalhau pode ser pensado como uma comédia erótica qualquer, parte integrante de um período em que o cinema brasileiro preocupava-se em produzir filmes cômicos de conotação sexual. (...) Bacalhau é um monstro da pornochanchada que com a sua volúpia sexual, come as suas vítimas e as deixa tal como um esqueleto".
Foi um dos 10 filmes brasileiros de maior bilheteria em 1976.